# Vepris suaveolens
Espèce
Synonymes
- Oricia suaveolens (Engl.) I.Verd.[2]
- Oricia suaveolens (Engl.) Verd.[1]
- Teclea suaveolens Engl.[1]

Statut de conservation UICN

 NT  : Quasi menacé
Vepris suaveolens est une espèce de plantes de la famille des Rutaceae.

## Liste des variétés
Selon Catalogue of Life (26 août 2017) :
- variété Vepris suaveolens var. letesrantii